# Ludwik Steinbach
Ludwik Steinbach (ur. 24 marca 1889 w Brzeżanach, zm. 23 listopada 1964 we Wrocławiu) – major piechoty Wojska Polskiego, filatelista.

## Życiorys
Urodził się 24 marca 1889 w Brzeżanach, ówczesnym mieście powiatowym Królestwa Galicji i Lodomerii, w rodzinie Karola.
W 1910 rozpoczął pełnić zawodową służbę wojskową w cesarsko-królewskiej Obronie Krajowej. Został wcielony do 16 Pułku Piechoty Obrony Krajowej Kraków. W następnym roku przyznano mu starszeństwo w stopniu podporucznika z 1 listopada 1910. W 1912 został przeniesiony do 12 Pułku Piechoty Obrony Krajowej Čáslav. W szeregach tego oddziału walczył w czasie I wojny światowej. Na stopień porucznika został mianowany ze starszeństwem z 1 sierpnia 1914, a na stopień kapitana ze starszeństwem z 1 listopada 1917.
Pełnił służbę w 62 Pułku Piechoty. 3 maja 1922 został zweryfikowany w stopniu majora ze starszeństwem z 1 czerwca 1919 i 400. lokatą w korpusie oficerów piechoty. Później został przeniesiony do 61 Pułku Piechoty w Bydgoszczy i przydzielony do Rezerwy Oficerów Sztabowych Dowództwa Okręgu Korpusu Nr VIII. W 1924 został przeniesiony do 31 Pułku Piechoty w Łodzi na stanowisko kwatermistrza. W lutym 1927 został zwolniony ze stanowiska kwatermistrza z równoczesnym przeniesieniem służbowym do Powiatowej Komendy Uzupełnień Łódź Powiat na okres czterech miesięcy w celu odbycia praktyki poborowej. W październiku tego roku został przydzielony do Powiatowej Komendy Uzupełnień Łódź Miasto II na stanowisko kierownika I referatu administracji rezerw. W kwietniu 1928 został przeniesiony na takie samo stanowisko do Powiatowej Komendy Uzupełnień Chełm. W listopadzie tego roku został zwolniony z zajmowanego stanowiska i oodany do dyspozycji dowódcy Okręgu Korpusu Nr II.
W czasie okupacji niemieckiej został aresztowany przez Gestapo i osadzony w więzieniu na Montelupich .
Był członkiem Polskiego Związku Filatelistów, wyróżnionym Złotą Odznaką Honorową PZF. Jego podobizna znajduje się na znaku opłaty karty pocztowej (Cp 886) wydanej w 1984, w nakładzie 211 tys. szt., wg projektu Michała Piekarskiego .

## Publikacje
- Austriacka poczta w obu Galicjach i Bukowinie w latach 1772–1820 (1934, 1949; w jęz. niemieckim 1962),
- Przedznaczkowe pieczątki pocztowe Galicji 1772–1850 (1939),
- Polskie znaczki pocztowe z nadrukiem Groszy (1952),
- Przedfilatelistyka w dawnej Galicji (1958),
- 400-lecie Poczty Polskiej jako zbiór motywowy (1960),
- Pamiątki filatelistyczne z obchodów stulecia pierwszego polskiego znaczka pocztowego (1962, 1963)[17] .

## Ordery i odznaczenia
- Brązowy Medal Zasługi Wojskowej z mieczami na wstążce Krzyża Zasługi Wojskowej (Austro-Węgry)[6]
- Krzyż Jubileuszowy Wojskowy (Austro-Węgry)[6]

## Upamiętnienie
W 1984 została wydana karta pocztowa poświęcona Ludwikowi Steinbachowi - działaczowi polskiego ruchu filatelistycznego, publicyście i kolekcjonerowi.